# Стебонхіт Парк
Парк Стебонхіт (англ. Stebonheath Park) — це багатофункціональний стадіон в місті Лланеллі, Західний Уельс, Велика Британія, місткістю 3700 чоловік. Стадіон в першу чергу використовується як футбольний майданчик і є домашньою ареною футбольного клубу Лланеллі. Перебуває у власності міської ради Лланеллі.

## Історія
Стебонхіт Парк використовується як футбольне поле з 1920 року.
У 1930-х роках Стебонхіт Парк був домашнім полем для національної команди регбі Уельсу. На цьому стадіоні національна збірна Уельсу стала чемпіоном Європи після перемоги над Англією із рахунком 17–9, 10 листопада 1938 року.
Стадіон належить міській раді Лланеллі з 1977 року. Рада здійснила значну реконструкцію стадіону. Зокрема було додано прожекторне освітлення, новий основний стенд на 700 місць, нові тераси, соціальний клуб з функціональними кімнатами, а також тренажерний зал для легкої атлетики. 
Навколо поля знаходиться вузька 400 метрова бігова доріжка з чотирма смугами на кожній прямій. Це найбільш вузька траса на 400 метрів у Сполученому Королівстві.